# BBC Alba (canal)
BBC Alba és un canal de televisió digital en gaèlic escocès que forma part de la BBC. El canal va inaugurar-se a les 21:00h del divendres 19 de setembre de l'any 2008. Alba és la paraula gaèlica per dir Escòcia.
L'emissora és única, en ser la primera a ser emesa sota llicència BBC en associació amb una altra entitat, i és també el primer canal no temàtic que prové del tot d'Escòcia, amb la majoria dels seus programes fets dins e territori. Com ja s'ha citat, l'associació que ha donat lloc a aquest canal és entre la BBC i MG Alba.
En aire durant set hores al dia, BBC Alba emet per tot el Regne Unit per satèl·lit (Sky Digital & Freesat) i s'esperava que etsaria a Virgin des de l'inici. La BBC i Virgin Media encara estan negociant sobre l'emissora televisiva. Alguns programes de l'última setmana es poden veure per mitjà de BBC iPlayer i el canal es pot veure en directe a través d'iPlayer (per fer-ho cal una llicència de televisió). Encara que aquest fet està subjecte a canvis per part de la BBC Trust, s'emet en Freeview, només a Escòcia, a partir de l'apagada analògica. El canal és finançat i operat juntament per MG Alba i la BBC. Mentre aquesta associació dirigeix el canal, la programació gaèlica de BBC Two Scotland continua funcionant. El servei Digital Gaèlic inclou també BBC Radio nan Gàidheal durant el període d'inactivitat del canal televisiu (juntament amb BBC Radio Scotland & BBC Radio Five Live) i continguts a la xarxa.
Un estudi elaborat pel canal indicava que 650.000 persones per setmana miraven el canal, durant els dos primers mesos d'emissió, tot i ser només ser disponible per a una tercera part dels escocesos.

## Història
El 2007, BBC Trust va obrir una consulta sobre oferir un servei en gaèlic acompanyat pel Gaelic Media Service (avui en dia MG Alba). Seguint aquesta consulta el novembre de 2007 l'Audience Council Scotland va donar el seu suport a la iniciativa el 7 de desembre de 2007 aconsellant que el Trust examinés la possibilitat de prestar aquest servei en televisió digital terrestre, i mantenint després del llançament del nou canal la ja existent oferta en gaèlic a de BBC Scotland (vegeu BBC Alba). El 28 de gener del 2008, la BBC trust va donar el seu vistiplau a la creació del canal gaèlic.

### Nit d'estrena
El canal va començar les seves emissions a les 21:00 h del 19 de setembre de 2008 amb un video on s'interpretava la cançó del grup escocès Runrig Alba. També es va transmetre una part d'un céilidh (celebració escocesa) des de l'illa de Skye, amb la presentadora Mary Ann Kennedy i la comèdia dramàtica Eilbheas (Elvis), produïda especialment per a l'ocasió i protagonitzada per Greg Hemphill fent el peper d'Elvis Presley. La nit de llançament també va ser emesa simultàniament per BBC Two Scotland. Va haver-hi un acte amb motiu de la inauguració de la cadena al National Museum of Scotland, que va ser enregistrat pel servei de notícies del nou canal (An Là).

## Contingut
BBC Alba combina televisió, ràdio i contingut on-line, i s'espera que tingui un impacte positiu a diferents nivells, per exemple incrementant les habilitats artístiques i tècniques, ampliant les oportunitats econòmiques, estimulant l'interès dels pares en l'educació en gaèlic, atreient i donant servei a aquells adults que aprenen la llengua i enfortint l'ús del gaèlic a mitjans de comunicació importants. Té també un gran potencial pel que fa a l'ajuda al desenvolupament d'actituds positives envers l'adquisició i transmissió del gaèlic. BBC Alba emet més esport escocès que qualsevol altre canal, amb més de tres hores setmanals de futbol, rugbi i shinty. A més a més emet noticiaris diaris de 30 minuts.

### Programació
MG Alba i la BBC han anunciat que al voltant de noranta minuts de contingut televisiu diari serà nou material. La programació inclou notícies, afers d'actualitat, esport, drames, documentals, entreteniment, educació, religió i programació infantil, i s'emet la majoria de dies entre les 17:00 i les 24:00.
La programació infantil s'emet durant dues hores cada dia, entre les 17:00 i les 19:00. El programa d'afers d'actualitat Eòrpa i el magazin infantil Dè a-nis? s'emeten els dijous a la nit a BBC Alba i després es reemeten a BBC Two Scotland.
Un programa vespertí de notícies de 30 minuts de durada, An Là, s'emet a les 20:00, amb els presentadors Angela Maclean i Iain Maclean. La Radio Personality of the Year, Derek Murray, és el reporter d'esports. Spòrs s'emet els dissabts a la nit i s'encarrega dels partits de la Lliga escocesa de futbol. Un programa d'aprenentatge de gaèlic, Speaking our Language s'emet cada dia a les 19:30. Derek Mackay, antic reporter d'Eòrpa, presenta un programa d'entrevistes, Cnag na Cùise, les nits de diumenge. El 2010 es va posar en marxa el programa de documentals d'actualitat Trusadh, presentat per Donald MacSween.

#### Subtítols
La majoria de programes per a adults contenen subtítols en anglès. Per qüestions de logística, les emissions en directe (incloent les notícies) no estan subtitulades, encara que certs esdeveniments (per exemple l'emissió del Hogmanay, Bliadhna Mhath Ùr) contenen elements escrits que són subtitulats.
Els programes infantils tampoc no són subtitulats.

#### Esport
BBC Alba es concentra en tres esports: futbol, rugbi i shinty.
S'emet cada dissabte a la nit un partit sencer de la lliga escocesa de futbol. El partit que s'emet és un que s'escull d'entre els que no cobreix Sky Sports o es basa en la demanda per BT Vision, i es transmet tres hores després que hagi acabat. La transmissió del partit inclou comentaris en gaèlic amb alguns subtítols en anglès.
El canal va aconseguir un tracte amb la lliga escocesa de futbol per emetre en directe alguns partits de futbol durant la temporada 2008–09 season. Aquestes emissions van començar amb la final de la Scottish Challenge Cup, patrocinada per MG Alba. BBC Alba va començar llavors a emetre partits de la primera divisió escocesa, començant amb el partit entre l'Airdrie United FC i el Clyde FC en 22 de febrer del 2009.
BBC Alba ha iniciat contactes recentment amb les autoritats de rugbi escoceses per a poder emetre un partit de la Scottish Hydro Electric Premiership Division One cada cap de setmana.

## Estudis

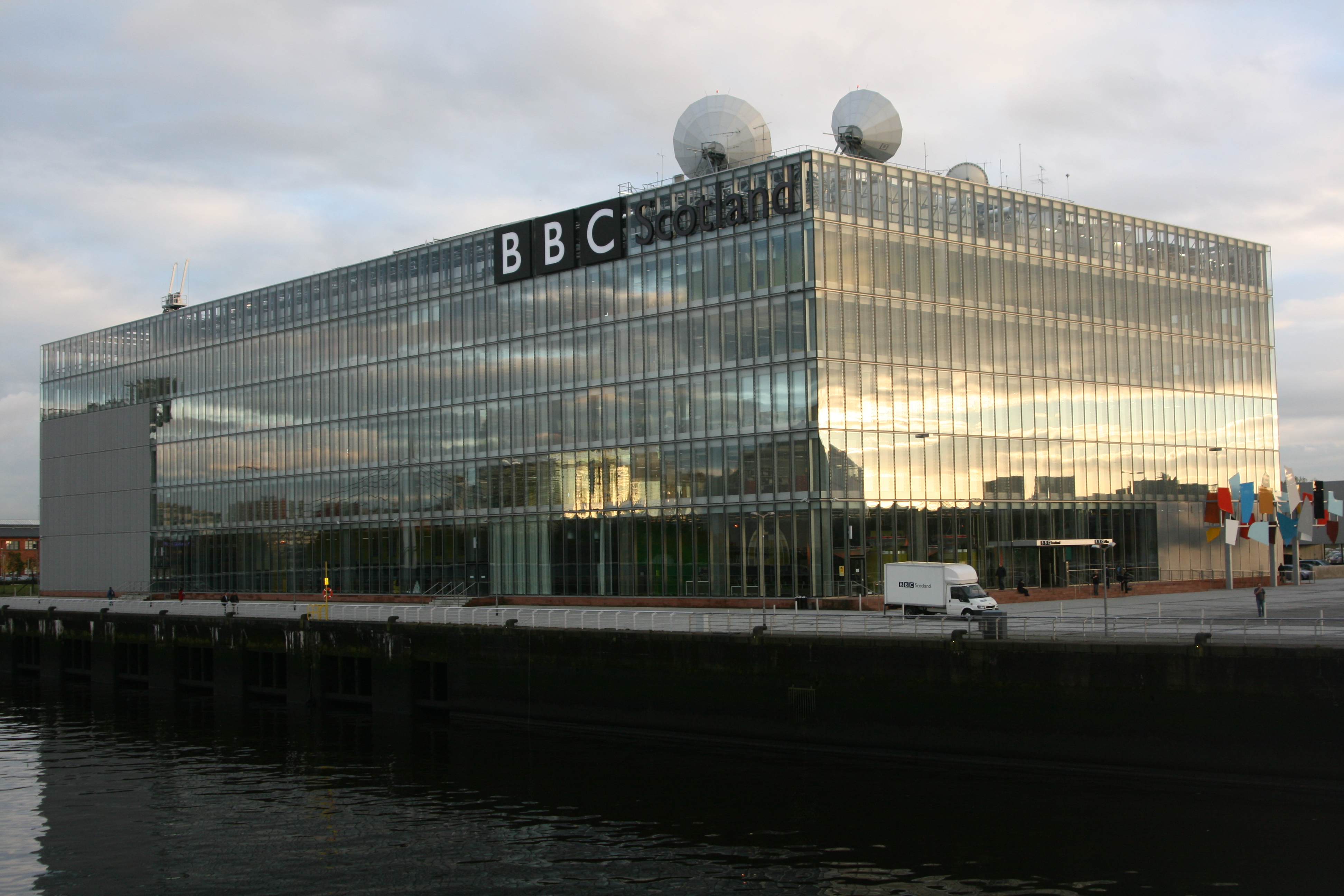
Estudis de BBC Pacific Quay a Glasgow, des d'on es transmet el senyal de BBC Alba

BBC Alba disposa de quatre estudis a Escòcia: a Stornoway, Glasgow, Inverness i Portree. El rodatge i l'administració del canal tenen la seva seu a Stornoway, mentre que el servei de notícies la té a Inverness. Un petit programa informatiu pregravat anomenat Dè Tha Dol es fa des de Stornoway i s'emet diàriament a les 19:55. La seu de BBC Scotland a Pacific Quay (Glasgow) s'empra per transmetre el senyal dels programes. El primer ministre d'Escòcia Alex Salmond va inaugurar el nou estudi de BBC Alba a Portree l'agost del 2008 i va gravar un missatge amb motiu del llançament de la BBC Alba.

### Productores independents
A algunes productores independents se'ls va encarregar la producció de material televisiu pel nou canal, i altres tenen produccions que ja s'emetien. Aquestes productores inclouen:
- Theatre Hebrides (Lostbost)
- Madmac Productions (Broadford or Bust)
- Caledonia Stern and Wylde (Tìr is Teanga)
- MnE Media, antigament conegut com a Meadhan nan Eilean (Seasaidh Lexy, Cuide ri Cathy)
- Tern TV (Slighe gu Biadh)
- Eyeline Media (Air an Rathad, Làrach anns an Fhàsach)
- MacTV (Ealtainn)
- Studio Alba (A' Gharaids)

## Finançament
BBC Alba és finançada per MG Alba (al seu torn finançada pel govern escocès) i BBC Scotland.
La BBC gasta anualment 3,2 milions de lliures en contingut radiofònic i 2,1 milions pel contingut on-line i televisiu. La BBC també contribueix amb 2,5 milions addicionals a la radiotelevisió gaèlica. MG Alba aporta la majoria del pressupost (12,4 milions la temporada 2008/09) al servei gaèlic digital.

## Crítiques
Algunes veus crítiques han dit que el petit nombre d'espectadors no justifica la immensa despesa de 15 milions de lliures anuals del diner públic en aquest canal de televisió. Des del seu llançament el setembre de 2008, el canal BBC Alba ha perdut un terç de la seva audiència, encara que el nombre d'espectadors malgrat aquesta pèrdua quintuplica la població de parlants de gaèlic a Escòcia (uns 58,000). L'historiador Michael Fry argumenta que molts dels espectadors només miren el canal per la seva cobertura de futbol, i que "no es necessita el gaèlic per veure un partit de futbol", afirmant que d'aquesta manera el canal "fa trampes". El model és, no obstant això, comú a altres televisions, i té una intencionalitat clara, fent-la comparable a canals com TG4 o EITB.